# 500 lire "Cristoforo Colombo" - IV emissione
La moneta da 500 lire "Cristoforo Colombo" - IV emissione è stata coniata nel 1992, all'interno del più ampio programma numismatico costituito da quattro emissioni teso a commemorare il V centenario della scoperta dell'America. È in argento e ha un valore nominale da 500 lire.
Tale moneta, che rappresenta la quarta ed ultima emissione di tale programma, commemora il V centenario della scoperta dell'America, rappresentando, quindi, il culmine dell'intero programma di emissioni.

## Dati tecnici
Al dritto è raffigurato Cristoforo Colombo di fronte con una vela di caravella gonfiata dal vento a sinistra e, sotto, un timone. La firma dell'autore Eugenio Driutti è riportata a sinistra lungo il bordo inferiore della vela; a sinistra si trova una stella mentre in giro è scritto "REPVBBLICA ITALIANA".
Al rovescio al centro è raffigurato lo sbarco nel continente americano; in giro si trova la legenda "SCOPERTA DELL'AMERICA 1492"; l'indicazione del valore, così come il segno di zecca R e la data, poste rispettivamente alla sua sinistra ed alla sua destra, si trovano in esergo.
Nel contorno: "REPVBBLICA ITALIANA" in rilievo.
Il diametro è di 29 mm, il peso di 11 g e il titolo è di 835/1000.
La tiratura complessiva è di 84.500 esemplari. La moneta è presentata nella duplice versione fior di conio e fondo specchio, rispettivamente in 66.500 e 18.000 esemplari.